# 粟飯原氏
粟飯原氏（あいはらし/あいばらうじ）は、日本の氏族。中世に活躍した武家。

## 横山党の粟飯原氏
武蔵七党・横山党流野部氏の一族。藍原とも書く。相模国高座郡粟飯原郷（現在の神奈川県相模原市緑区相原）を領したのに始まるとされる。建暦3年（1213年）の和田合戦にて和田義盛方につき討死。末裔が北条家得宗に仕えた。支流に櫛間氏（九間氏・久島氏）など。

## 千葉氏族の粟飯原氏
桓武平氏千葉氏族。平安時代末期に平常長の四男・粟飯原常基が粟飯原を称したのが始まりとされる。常基は、香取郡小見川郷（現在の千葉県香取市）を領して、以降小見川が粟飯原氏の館の所在地となっているが、この辺りには「粟飯原」の発祥と思われる地名がなくその由来については不明である（前述の横山党と関係があるのかも不明である）。
和田合戦の当初には、この系統の出身とされる千葉介被官粟飯原次郎なる者が、謀反の回文を持った阿念房を捕らえて謀反露顕の端緒を開いている。
鎌倉時代には六波羅の奉行人を務めていたようである。鎌倉時代後期、当主粟飯原常光に嗣子がいなかったため千葉氏から養子に迎えた氏光（千葉胤宗の次男で、貞胤の弟）が家督を継承した。
氏光の子で南北朝期の当主清胤は、従兄弟にあたる千葉氏胤の後見役を務めると共に、足利尊氏・直義兄弟に重用されて室町幕府の評定奉行人、更には政所執事・引付奉行にも就任して活躍。弟は尊氏の四男・基氏に従って鎌倉に下り、その偏諱を受けて基胤と名乗っている。清胤の子は尊氏の嫡男・義詮より偏諱を受け詮胤（あきたね）と名乗り、父同様に幕府に重用された。この系統は以降も奉公衆として幕府に臣従して繁栄した。